# Placówka Straży Celnej „Kębłowo”

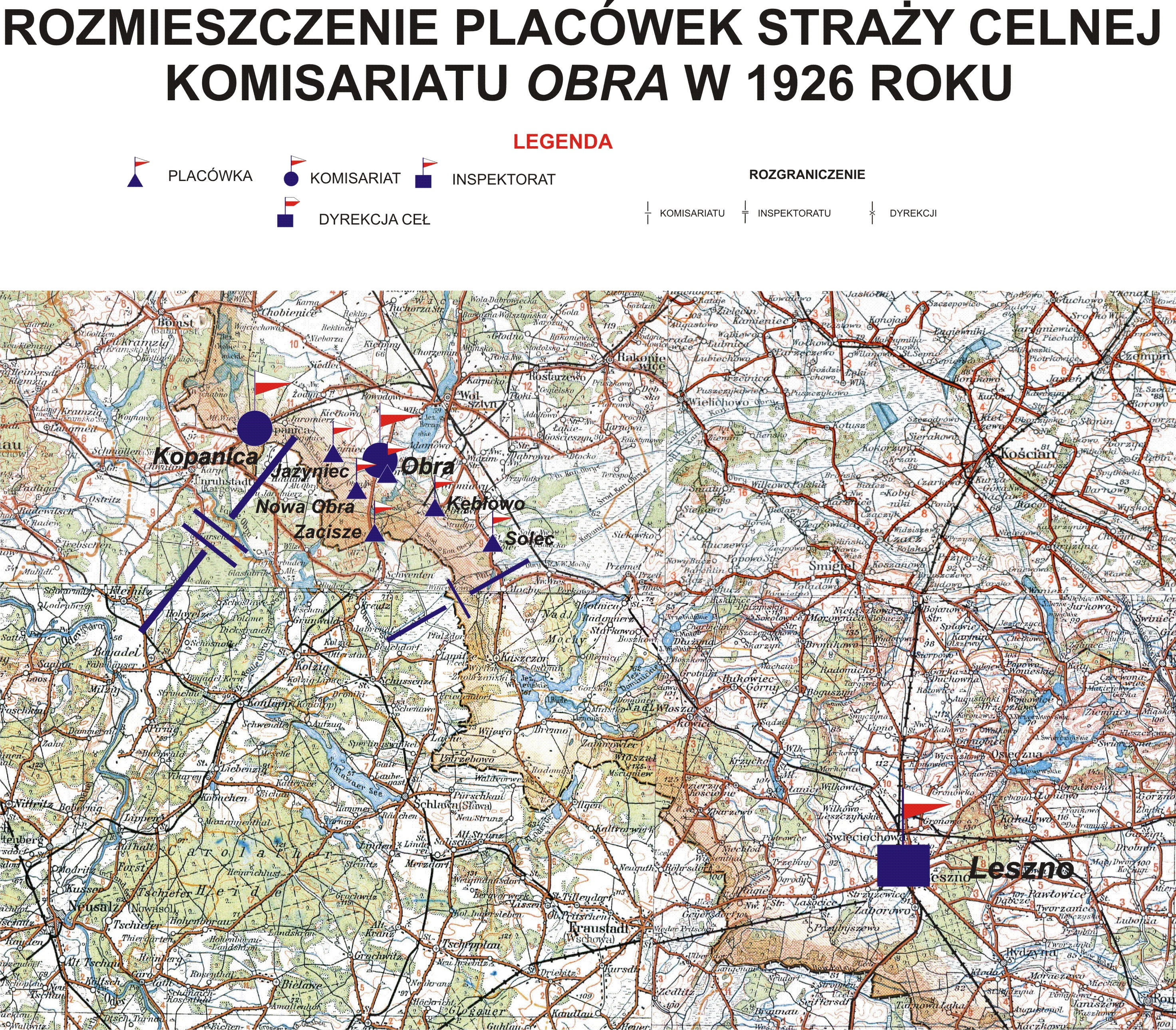
Rozmieszczenie placówek Straży Celnej komisariatu „Obra” w 1926

Placówka Straży Celnej „Kębłowo” – jednostka organizacyjna Straży Celnej pełniąca w okresie międzywojennym służbę ochronną na granicy polsko-niemieckiej.

## Formowanie i zmiany organizacyjne
Na wniosek Ministerstwa Skarbu, uchwałą z 10 marca 1920 roku, powołano do życia Straż Celną. Od połowy 1921 roku jednostki Straży Celnej rozpoczęły przejmowanie odcinków granicy od pododdziałów Batalionów Celnych. W 1921 roku we Wroniawach stacjonował sztab 2 kompanii 17 batalionu celnego. Kompania wystawiała między innymi placówkę w Kębłowie. Proces tworzenia Straży Celnej trwał do końca 1922 roku. Placówka Straży Celnej „Kębłowo” weszła w podporządkowanie komisariatu Straży Celnej „Obra” z Inspektoratu SC „Leszno”.
W drugiej połowie 1927 roku przystąpiono do gruntownej reorganizacji Straży Celnej. W praktyce skutkowało to rozwiązaniem tej formacji granicznej. Ochronę północnej, zachodniej i południowej granicy państwa przejęła powołana z dniem 2 kwietnia 1928 roku Straż Graniczna.
Rozkazem nr 3 z 25 kwietnia 1928 roku w sprawie organizacji Wielkopolskiego Inspektoratu Okręgowego dowódca Straży Granicznej gen. bryg. Stefan Pasławski powołał komisariat Straży Granicznej „Wolsztyn”. Placówka Straży Granicznej I linii „Kębłowo” znalazła się w jego strukturze.

## Funkcjonariusze placówki
Kierownicy placówki
| stopień    | imię i nazwisko, numer | okres pełnienia służby | kolejne stanowisko |
| ---------- | ---------------------- | ---------------------- | ------------------ |
| przodownik | Jan Maćkowiak (723)    | był w 1926             |                    |

Obsada personalna placówki w 1926:
- przodownik Jan Maćkowiak (723)
- strażnik Tomasz Derkowski (809)
- strażnik Michał Nowakowski (1549)
- strażnik Jan Witka (1327)
- strażnik Andrzej Ostynowicz (2616)
- strażnik Jakub Szymczak (2185)
- strażnik Józef Paszek (3345)
- strażnik Walenty Wojtkowski (1351)
- strażnik Józef Sobierajski (1495)
- strażnik Stanisław Wojtkowiak (1330)
- strażnik Antoni Maciejewski (605)